# Malden (Washington)
Malden es un pueblo ubicado en el condado de Whitman en el estado estadounidense de Washington. En el año 2000 tenía una población de 215 habitantes y una densidad poblacional de 125,9 personas por km².

## Geografía
Malden se encuentra ubicada en las coordenadas 47°13′39″N 117°28′32″O / 47.22750, -117.47556.

## Demografía
Según la Oficina del Censo en 2000 los ingresos medios por hogar en la localidad eran de $26.250, y los ingresos medios por familia eran $26.250. Los hombres tenían unos ingresos medios de $30.000 frente a los $31.250 para las mujeres. La renta per cápita para la localidad era de $12.477. Alrededor del 17,4% de la población estaban por debajo del umbral de pobreza.